# Pedawa
Pedawa is een bestuurslaag in het regentschap Buleleng van de provincie Bali, Indonesië. Pedawa telt 4452 inwoners (volkstelling 2010).